# Marni et Nate
Marni et Nate (Committed) est une série télévisée américaine en treize épisodes de 22 minutes, créée par DeAnn Heline et Eileen Heisler, et diffusée entre le 4 janvier et le 15 mars 2005 sur le réseau NBC.
En France, la série a été diffusée à partir du 26 novembre 2005 sur France 2.

## Synopsis
À la suite d’une rencontre improbable, la délurée Marni et Nate le névrosé décident de tenter leur chance. Et c’est ainsi que le couple fait l’apprentissage du quotidien de la vie à deux, à travers des situations cocasses, entouré de Bowie, le collègue du magasin de disque, de Tess, la voisine baby-sitter, et du clown mourant qui habite dans le placard de l’appartement de Marni. D’autres personnages font régulièrement leur apparition comme le rival jaloux de Nate, Todd, qui s’avère aussi être handicapé.

## Distribution

### Acteurs principaux
- Josh Cooke (VF : Stéphane Ronchewski) : Nate Solomon
- Jennifer Finnigan (VF : Adeline Moreau) : Marni Fliss
- Darius McCrary (VF : Alexandre Nguyen) : Browie James
- Tammy Lynn Michaels (VF : Calypso Asline) : Tess
- Tom Poston (VF : Adeline Chetail) : « Clown »

### Acteurs récurrents et invités
- RonReaco Lee (VF : Adeline Chetail) : Todd
- Valerie Harper : Lily Solomon
- Lauren Stamile : Natalie
- Kimberly S. Newberry : Carole
- Sophina Brown : Roberta
- Texas Battle : Tony
- Don Lake : Richard
- Michael Krepack : Ryan

 Source et légende : version française (VF) sur RS Doublage

### Épisodes
1. Qui se ressemble… (Pilot)
2. Cher Todd (The Return of Todd Episode)
3. L'Appartement (The Apartment Episode)
4. La Tasse de thé (The Tea Episode)
5. Premier Matin (The Morning After)
6. Joyeux Anniversaire (The Birthday Episode)
7. S.O.S. Psy (The Snap Out Of It Episode)
8. Il neige (The Snow Episode)
9. Maman, Marni et moi (The Mother Episode)
10. Le Hamburger spécial (The Burger Episode)
11. Miracle goût fromage (The Statue Guy Episode)
12. La Femme idéale [1/2] (The Perfect Person Episode [1/2])
13. La Femme idéale [2/2] (The Perfect Person Episode [2/2])